# Wrong Turn 3: Left for Dead
Wrong turn 3: Left for dead es una película de terror estadounidense del año 2009. Fue dirigida por Declan O'Brien y protagonizada por Tom Frederic, Tom McKay, Janet Montgomery y Tamer Hassan. La película fue lanzada directamente a DVD el 20 de octubre de 2009. Es la tercera película de la serie de películas Wrong turn. La siguiente de la saga es Wrong Turn 4: Bloody Beginnings.

## Argumento
Cuatro estudiantes universitarios -Alex, Brent, Sophie y Trey- se van a una excursión de rafting en una zona desolada de Virginia Occidental. Allí, son sorprendidos por el caníbal endógamo Tres Dedos, quien asesina a todos a excepción de Alex, quien logra escapar.
Dos días después, tres guardias de prisión, Nate, Walter y Preslow, son asignados, junto con el Marshall William "Willy" Juárez, posando de incógnito como prisionero, a escoltar al prisionero Carlos Chávez, líder de una organización criminal, quien está siendo trasladado a Hazleton junto a otros tres prisioneros: Floyd, un asesino serial neonazi; Crawford, un ladrón de autos; y el ex Marine, Brandon. En el camino, las ruedas se dañan al pasar por un alambre de púas colocado por Tres Dedos. El autobús se estrella y el grupo debe continuar a pie, siendo seguidos por Tres Dedos, quien asesina a Preslow. Nate y Walter han sido tomados de rehenes por los prisioneros, y el grupo se encuentra con Alex, quien estaba escondiéndose de Tres Dedos y su sobrino. Siguiéndola, se encuentran con un camión blindado abandonado con muchas bolsas de dinero. Nate encuentra un arma y se la entrega a Walter, quien, herido, intenta usarla para dispararle a Chávez, pero resulta estar descargada, y éste como respuesta lo mata. Chávez obliga al resto a cargar las bolsas de dinero en dirección al campamento, con la idea de usar las balsas de rafting para escapar. En el camino, logran evadir una de las trampas del sobrino de Tres Dedos. Chávez y Floyd se enfrentan al joven caníbal y lo decapitan, dejando su cabeza empalada como trofeo para "mandarle un mensaje" a Tres Dedos. Nate logra impedir el escape de los prisioneros hacia el río, pero Chávez accidentalmente acciona una de las trampas, la cual mata a Willy, cortando su rostro. Alex y Brandon notan que Nate los está haciendo ir en círculos, para ganar tiempo y que no escapen, aunque esto no es percibido por Chávez. Más adelante, los prisioneros encuentran la camioneta de Tres Dedos y cuando Crawford intenta ponerla en marcha, otra trampa se acciona y lo captura con alambres de púa, que terminan por matarlo.
El sheriff local Calvin Carver encuentra el autobús y da aviso a las autoridades mientras busca al grupo con la ayuda de su alguacil, Ally Lane. Nate y Alex intentan escapar, con ayuda de Brandon. Sin embargo, Chávez los recaptura. De repente, Floyd, sospechando que Chávez intente matarlos para quedarse con el dinero, lo enfrenta en una pelea, pero el líder criminal logra noquearlo y dejarlo abandonado a su suerte. Luego de llegar al lugar en donde la torre de vigilancia fue quemada hace algunos años, Carver encuentra al grupo y somete a los prisioneros, pero es asesinado por Tres Dedos. Chávez obliga al grupo a volver por el dinero, pero un Floyd recuperado toma los bolsos y huye. Chávez lo encuentra y lo persigue, solo para ver cómo Tres Dedos le arroja un cóctel Molotov a Floyd, quemándolo junto con el dinero. Chávez deduce que si le entrega a Alex al caníbal, los dejará tranquilos, por lo que la arroja hacia éste, quien la toma prisionera. Nate confronta a Chávez por esa situación, por lo que éste intenta matarlo, pero es golpeado y dejado inconsciente por Brandon, quien se va mientras Nate se dirige a rescatar a Alex. Más adelante, ya recuperado, Chávez encuentra a Tres Dedos en el bosque  y lo reta a una pelea, donde parece que está a punto de matarlo, pero el caníbal logra dominarlo y lo asesina, abriendole la cabeza con un hacha y procediendo a comerse su cerebro. 
Alex se despierta en la cabaña de Tres Dedos, donde ve a la alguacil Lane muriendo como consecuencia de un alambre de púas. Nate encuentra la cabaña y libera a Alex, siendo atacados por Tres Dedos en su huida. Ellos son perseguidos por el caníbal en el escape a bordo de su camioneta, la cual se estrella contra un árbol. Brandon llega y logra sacar a Alex de la camioneta, que está a punto de explotar. Mientras está ayudando a Nate, llega Tres Dedos y los ataca, pero Nate logra matarlo utilizando un gancho para colgar carne, muriendo definitivamente con una sonrisa enfermiza en su rostro. Nate deja escapar a Brandon por haberlo salvado y poco después el equipo de Marshalls llega y rescata a Alex y Nate.
Poco tiempo después, Nate vuelve al bosque para recuperar el resto del dinero del camión blindado, pero allí es asesinado por Brandon, quien le dice que no debe confiar en delincuentes. Mientras éste está agarrando el dinero, es a su vez asesinado por un desconocido.

## Elenco
- Tom Frederic como Nate Wilson
- Janet Montgomery como Alex Hale
- Tom McKay como Brandon
- Tamer Hassan como Chávez
- Gil Kolirin como Floyd
- Jake Curran como Crawford
- Christian Contreras como Willy Juárez
- Chucky Venn como Walter
- Mike Straub como Preslow
- Bill Moody como Sheriff Carver
- Emma Clifford como Ally Lane
- Borislav Iliev como Tres Dedos
- Borislav Petrov como Tres Dedos Jr
- Jack Gordon como Trey
- Charley Speed como Brent
- Mac McDonald como Warden
- Todd Jensen como U.S. Marshal
- Vlado Mihaylov como U.S. Marshal Davis
- Louise Cliffe como Sophie

## Precuelas
El director Declan O'Brien comenzó a filmar Wrong Turn 4: Bloody Beginnings en febrero de 2011 en Winnipeg. La mayor parte de la película fue filmada en el Centro de Salud Mental Brandon, abandonado en Manitoba. El rodaje comenzó en febrero de 2011.  La cuarta película sirve como una precuela de las películas anteriores. Fue lanzada el 25 de octubre de 2011.
Otra precuela, Wrong Turn 5: Blood Wath fue lanzada el 23 de octubre de 2012.
- Datos: Q1583771